# Fremont (condado de Clark, Wisconsin)
Fremont es un pueblo ubicado en el condado de Clark en el estado estadounidense de Wisconsin. En el Censo de 2010 tenía una población de 1.265 habitantes y una densidad poblacional de 13,85 personas por km².

## Geografía
Fremont se encuentra ubicado en las coordenadas 44°38′45″N 90°22′4″O / 44.64583, -90.36778. Según la Oficina del Censo de los Estados Unidos, Fremont tiene una superficie total de 91.3 km², de la cual 91.04 km² corresponden a tierra firme y (0.29%) 0.27 km² es agua.

## Demografía
Según el censo de 2010, había 1.265 personas residiendo en Fremont. La densidad de población era de 13,85 hab./km². De los 1.265 habitantes, Fremont estaba compuesto por el 95.49% blancos, el 0.16% eran afroamericanos, el 0.4% eran amerindios, el 0.24% eran asiáticos, el 0% eran isleños del Pacífico, el 3.4% eran de otras razas y el 0.32% pertenecían a dos o más razas. Del total de la población el 4.03% eran hispanos o latinos de cualquier raza.